# Championnat de Mongolie de football 2008
Navigation
Saison précédente Saison suivante
La saison 2008 du Championnat de Mongolie de football est la treizième édition de la MFF League, le championnat de première division en Mongolie. Les huit formations sont réunies au sein d'une poule unique où elles s'affrontent deux fois au cours de la saison, à domicile et à l'extérieur. Les quatre premiers disputent la phase finale pour le titre. 
C'est le tenant du titre, le club d'Erchim qui remporte à nouveau la compétition cette saison après avoir battu en finale Khoromkhon. Il s'agit du sixième titre de champion de Mongolie de l'histoire du club.

## Les clubs participants
- Erchim
- Khangarid
- Khasiin Khulguud
- Ulaanbaatar University
- Ulaanbaatar Mazaalai
- Kharaatsai
- Khoromkhon
- Selenge Press

## Compétition
Le barème de points servant à établir le classement se décompose ainsi :
- Victoire : 3 points
- Match nul : 1 point
- Défaite : 0 point

### Première phase
| Rang | Équipe                 | Pts | J  | G  | N | P  | Bp | Bc | Diff |
| ---- | ---------------------- | --- | -- | -- | - | -- | -- | -- | ---- |
| 1    | ErchimT                | 39  | 14 | 13 | 0 | 1  | 55 | 19 | +36  |
| 2    | Khoromkhon             | 31  | 14 | 10 | 1 | 3  | 32 | 25 | +7   |
| 3    | Khasiin Khulguud       | 27  | 14 | 9  | 0 | 5  | 38 | 31 | +7   |
| 4    | Selenge Press          | 24  | 14 | 8  | 0 | 6  | 38 | 28 | +10  |
| 5    | Khangarid              | 18  | 14 | 5  | 3 | 6  | 34 | 33 | +1   |
| 6    | Ulaanbaatar University | 10  | 14 | 4  | 1 | 9  | 40 | 51 | -11  |
| 7    | Ulaanbaatar Mazaalai   | 9   | 14 | 1  | 3 | 10 | 11 | 24 | -13  |
| 8    | Kharaatsai             | 6   | 14 | 2  | 0 | 12 | 20 | 57 | -37  |

|  | Qualification pour la phase finale |
|  | T : Tenant du titre                |

### Phase finale

#### Demi-finales
| Équipe 1   | Résultat      | Équipe 2         |
| ---------- | ------------- | ---------------- |
| Khoromkhon | 2 - 2 4-3 tab | Khasiin Khulguud |
| Erchim     | 5 - 1         | Selenge Press    |

### Match pour la troisième place
| Équipe 1         | Résultat      | Équipe 2      |
| ---------------- | ------------- | ------------- |
| Khasiin Khulguud | 3 - 3 5-4 tab | Selenge Press |

### Finale
| 16 août 2008 | Erchim | 1 - 0 | Khoromkhon |  |  |
|              |        |       |            |  |  |

## Bilan de la saison
| Championnat de Mongolie de football 2008 |                   |
| Champion                                 | Erchim (5e titre) |
| Coupes et trophées                       |                   |
| Vainqueur de la Coupe de Mongolie 2008   | Non disputée      |
| Qualifications continentales             |                   |
| Coupe du président de l'AFC 2009         | Aucun             |
| Promotions et relégations                |                   |
| Promus en MFF League                     | Aucun             |
| Relégués en B Division League            | Aucun             |